# Cathédrale Saint-Matthieu d'Osorno
Cette  cathédrale n’est pas la seule cathédrale Saint-Matthieu.
La cathédrale Saint-Matthieu-Apôtre (en espagnol : catedral de San Mateo Apóstol) est la cathédrale du diocèse catholique d'Osorno au Chili. Elle est sise à Osorno, capitale de la province du même nom dans la région des Lacs.

## Histoire
Une première église dédiée à l'apôtre saint Matthieu est construite en 1577. Elle est détruite par un tremblement de terre en 1960. En 1962, Mgr Francisco Valdés Subercaseaux, premier évêque d'Osorno (déclaré vénérable par le pape François en 2014), fonde en 1962 un comité de reconstruction pour faire bâtir une nouvelle église à cet emplacement. La première pierre est bénite le 1er mai 1962, et le 24 novembre 1977 la nouvelle cathédrale est consacrée. La tour est construite de janvier à septembre 1982.
Les derniers vitraux sont installés en septembre 2007.

## Description
La cathédrale donne sur la place d'armes d'Osorno. De style ogival moderne, c'est l'œuvre de l'architecte chilien León Prieto Casanova. La tour mesure 45 mètres de hauteur ; l'édifice est décoré de mosaïques et de vitraux avec des figures bibliques.
La tombe du vénérable Francisco Valdés Subercaseaux O.F.M.Cap. se trouve dans la crypte.

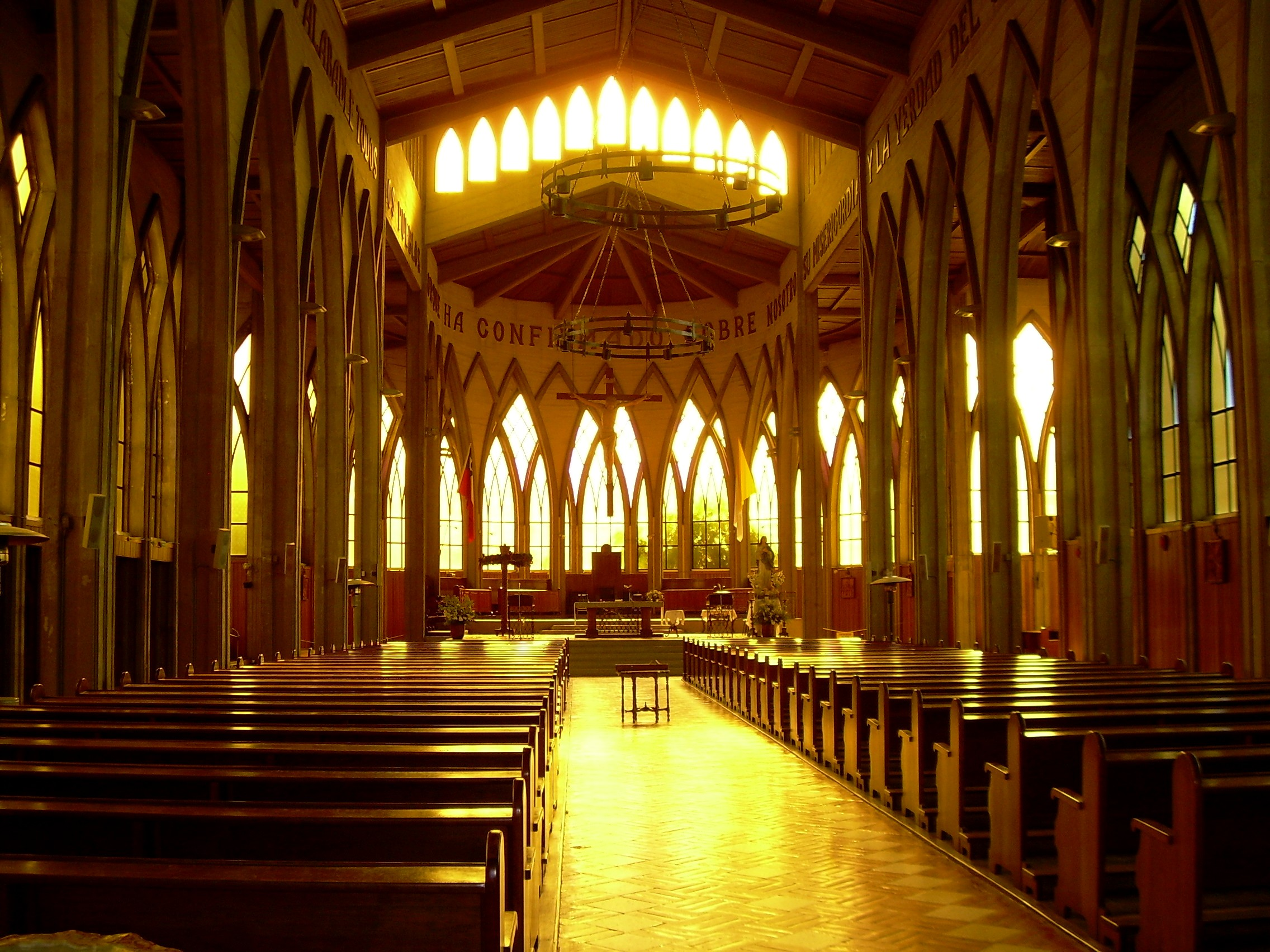
Intérieur de la cathédrale.